# Bitwa pod Tai’erzhuang
Bitwa pod Tai’erzhuang (mandaryński: 臺兒莊會戰; pinyin: Tái’érzhuāng Huìzhàn) – bitwa pomiędzy wojskami Republiki Chińskiej i Cesarstwa Japońskiego w okresie od 23 marca do 7 kwietnia 1938 r. w trakcie wojny chińsko-japońskiej. Jedna z ważniejszych bitew wojny oporu stoczona w trakcie kampanii Xuzhou. Było to pierwsze większe zwycięstwo chińskie w wojnie przeciwko Japonii.

## Preludium
Po zakończeniu bitwy o Szanghaj oraz zdobyciu Nankinu władze Chin przeniosły się w większości do Wuhanu (mimo iż oficjalną tymczasową stolicą był Chongqing). W 1938 r. okolice Wuhanu oraz Xuzhou stały się głównymi obszarami walk.
Czang Kaj-szek był zwolennikiem koncepcji kupowania czasu w zamian za przestrzeń tj. wycofywania się wpuszczając przeciwników w głąb chińskiego interioru, utrzymując się w południowo zachodnich Chinach. Jednak jednoczesny odskok od nieprzyjaciela nie był możliwy z powodów politycznych oraz militarnych. Chińczycy planowali przeprowadzenie lokalnego kontrataku, by uniemożliwić wymanewrowanie wojsk chińskich na obszarach wokół rzeki Jangcy. Za radą doradcy wojskowego Alexandra von Falkenhausena zaczął przesuwać swoje wojska w kierunku miasta Xuzhou, które stanowiło również cel ofensywy japońskiej. Miasto miało duże znaczenie strategiczne, jako że krzyżowały się w nim dwie linie kolejowe: Tiencin – Nankin i Longhai. Miasto znajduje się w połowie drogi między Pekinem a Nankinem. Prestiżowego znaczenia miasto nadawał fakt urodzenia się w nim Liu Banga.
Siły japońskie w Shandongu posuwały się na południe dwoma szlakami. 10 Dywizja gen. Isogaia Rensuke, spowalniana tylko przez partyzantów, poruszała się wzdłuż linii Tiencin – Pukou. Z kolei 5 Dywizja gen. Seishirō Itagakiego wylądowała 12 stycznia w niebronionym Qingdao, a następnie szła na zachód, zdobywając miasta Zucheng i Juxian. Łączność między obiema dywizjami była utrudniona z powodu pasma gór Tai Shan. Obaj generałowie mieli w planach połączenie swoich sił pod Tai’erzhuangiem, na granicy prowincji Shandong i Jiangsu. Dywizje 10 i 5 były uznawane za elitarne.

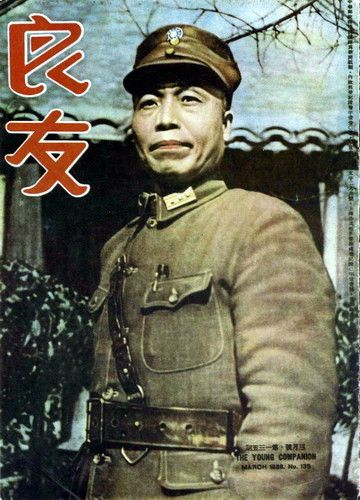
Li Zongren - lider kliki z Guangxi. Uznawany przez współczesnych za wybitnego dowódcę choć często przypisywał sobie sukcesy innych.

Bitwę wydać miał im dowódca 5 Strefy Wojennej gen. Li Zongren. Początkowo za groźniejszą uznawano 10 Dywizję, ponieważ mogła ona współdziałać z wojskami japońskimi z Shanxi. W nocy 12 lutego wojska 3 Grupy Armii gen. Yu Xuezhonga zaatakowały z zaskoczenia Japończyków w Jining i Wenshang. Wdarto się do obu miast. Jednakże po krótkich walkach wyparto Narodową Armię Rewolucyjną (ANR), a zniszczone siły Yu przeszły do walki partyzanckiej. 5 marca zaniepokojony Li Zongren zaalarmował zwierzchników, że obie dywizje zamiast, jak przewidywał, posuwać się wzdłuż linii kolejowej Tiencin – Pukou, zamierzają skoncentrować 150 tys. ludzi, łącząc się z oddziałami poruszającymi się z Shanxi i uderzyć na Xuzhou. Czang Kaj-szek, mimo niechęci wobec Li Zongren, wysłał mu elitarne siły ANR: 20 Korpus gen, Tang Ebo z działami kal. 155 mm oraz 2 Grupę Armii Sun Lianzhonga.

## Przed bitwą
13 marca szpica dywizji Itagakiego dotarła do miasta Linyi. Itagaki z głównymi siłami przybył dwa dni później, prowadząc ze sobą lotną brygadę jazdy i pułk ciężkiej artylerii. Miasta miało bronić 5 pułków piechoty gen. Pang Binxuna. Na dobę przed przybyciem wroga siły te wzmocniła 59 Armia gen. Zhang Zizhonga. W pierwszym natarciu udało się Japończykom wedrzeć za mury, jednak atak ze skrzydeł 59 Armii zmusił je do odwrotu. Do ataku przyłączyły się pułki garnizonowe z Linyi. Cofający się Itagaki zatrzymał dywizję 45 km dalej w Juxianie. ANR bez ciężkiej artylerii nie mogła zdobyć miasta, ale plan powstrzymania obu japońskich dywizji przed połączeniem został zrealizowany. 23 marca Itagaki podjął następne uderzenie, wygiął linie chińskie, ale ich nie przełamał.
Druga japońska dywizja prowadziła w tym czasie zacięte walki w Dengxianie. 10 Dywizja Isogaia Rensuke od 14 marca walczyła przeciwko 122 Dywizji gen. Wang Minga. 16 marca próbę odciążenia miasta podjęła 4 dywizja 85 Korpusu z 20 Armii atakując tyły wojsk cesarskich. Załamała się ona wśród krwawych strat. Niektóre pułki miały 30-60% odsetek zabitych i rannych. Japończycy zdobyli miasto 17 marca, a gen. Wang Ming zginął w walce.
Dywizja Isogaia, mająca współpracować z pobitym Itagakim, nadal poruszała się więc w stronę Tai’erzhuangu, wiodąc ze sobą brygadę kawalerii, setkę czołgów oraz pułk artylerii. Czang Kaj-szek wysłał koleją wsparcie, jednak przybyło ono za późno, by ocalić Dengxian. Miasta Tai’erzhuang miały bronić siły 20 Korpusu gen. Tang Ebo złożonego z dwóch armii oraz 2 Grupy Armii gen. Sun Lianzhonga (tylko trzy dywizje z pełnym stanem).
18 marca odbyła się narada wojenna z udziałem Li Zongrena, Tang Ebo oraz Sun Lianzhonga. Decydujący głos należał do dwóch pierwszych. Powstał tam plan zwrotu zaczepnego. Żołnierze Suna mieli bronić do upadłego warownego Tai’erzhuangu, podczas gdy wojska Tanga stawiwszy symboliczny opór miały cofnąć się na okalające miasto wzgórza, potem zajść wroga od tyłu, wziąć w kleszcze i zniszczyć. Autorstwo planu przypisał sobie Li, jednak w rzeczywistości decydujący wkład miał Tang Ebo.
Żołnierze i ludność Tai’erzhuangu podjęli przygotowania do odparcia ataków. Cywile pospiesznie ryli w ziemi dwie linie okopów. Li i Sun osobiście ustawili stanowiska artylerii, której było bardzo mało, bowiem żołnierze Tanga mieli armaty kal. 155 mm. Żandarmeria rozstrzeliwała prawdziwych i rzekomych szpiegów. Na miejsce przybył z kwatery głównej Bai Chongxi. „Mały Bai” dokonał inspekcji oddziałów, pomimo japońskich nalotów.

## Bitwa
Japońskie samoloty rozpoczęły bombardowanie Tai’erzhuangu i Xuzhou 23 marca. Następnego dnia patrole japońskiej kawalerii pojawiły się w miejscowości Beinin;gou na rogatkach Tai’erzhuangu. Isogai zarządził użycie ciężkiej artylerii o takiej donośności, że huk było słychać w kwaterze Li Zongrena w Xuzhou. 24 marca najeźdźcy przełamali lekki opór cofających się oddziałów ANR Tang Ebo i zaczęli ostrzeliwać mury Tai’erzhuangu z pułkowej artylerii i czołgów. Japońskie czołgi podejmowały ataki na kruszejące pod ogniem mury. Chińscy żołnierze nie dysponowali w okopach bronią przeciwpancerną, toteż do zwalczania czołgów używali granatów ręcznych oraz butelek z benzyną. Chińczycy gen. Suna starali się robić na wpół samobójcze wypady. Udało się w trakcie nich zniszczyć czołg Chi-Ha i unieszkodliwić nieprzyjacielskie działo. Pod koniec 24 marca piechota japońska dokonała podkopu pod murami i weszła do wewnątrz miasta. Rozpoczęły się zajadłe walki wręcz. Żołnierze ANR w trakcie odwrotu podpalili mury uprzednio oblane benzyną. Rozpoczęły się krwawe walki o każdy dom w mieście, linia frontu była bardzo poszarpana.

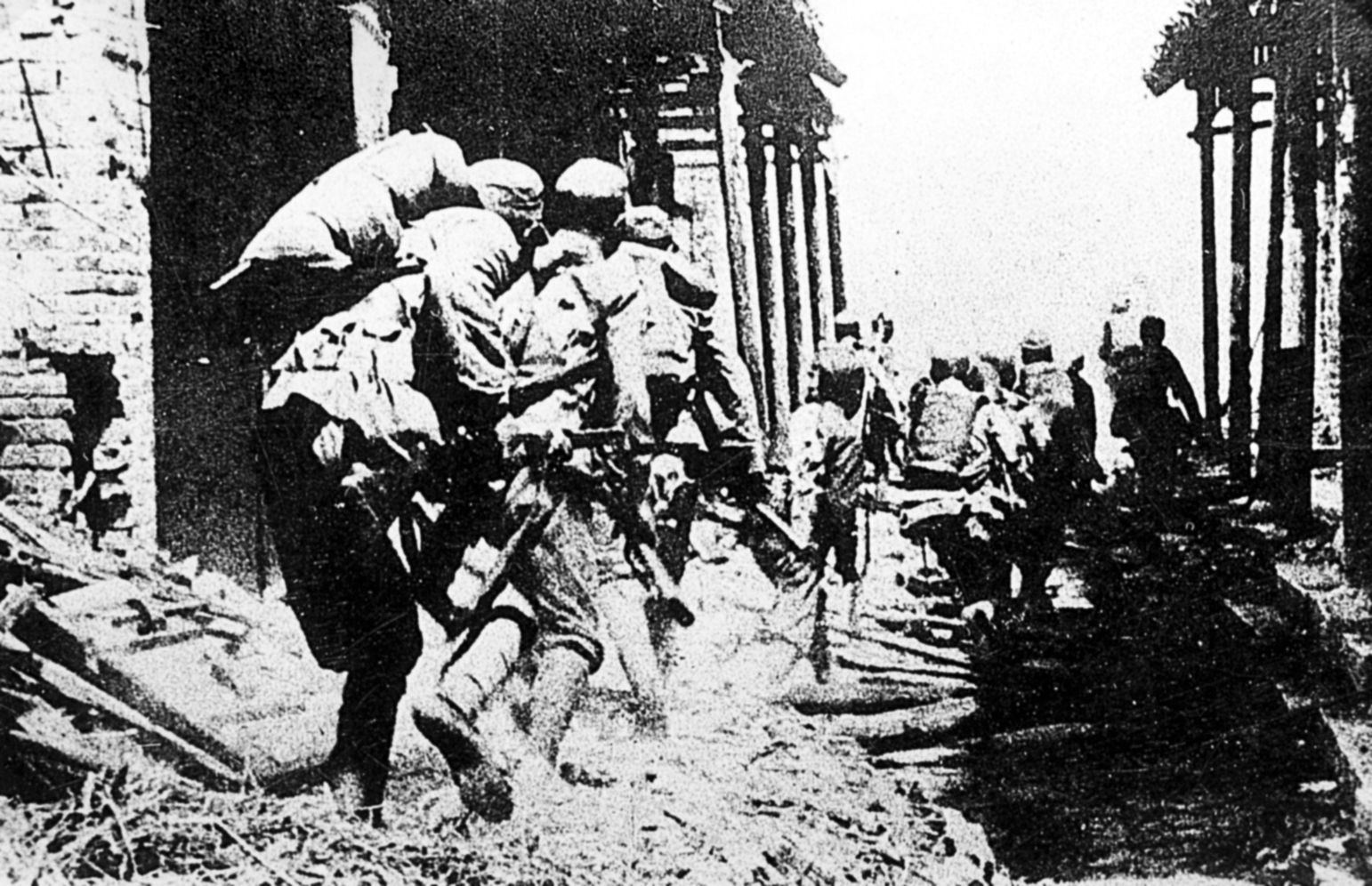
Chińska piechota na ulicach Tai’erzhuang.

W ciągu następnego tygodnia Japończycy usilnie starali się przebić w stronę Wielkiego Kanału. Udało im się opanować 2/3 powierzchni miasta. Nie mogli oni jednak pokonać skoncentrowanych u jego południowych bram obrońców. Isogai prowadzący atak zlekceważył fakt, że jego wojska znalazły się w gardle głębokim na 45 km i szerokim na 25 km, wokół którego byli Chińczycy.
2 kwietnia Japończycy wprowadzili do walki zakazane przez wszelkie konwencje międzynarodowe gazy bojowe. Udało im się wypchnąć obrońców niemal pod same mury miejskie. Nie byli jednak w stanie atakować dalej. Wojska cesarskie wystrzeliwując średnio 6 tys. pocisków dziennie zaczęły odczuwać ich braki. Samoloty zrzucały je co prawda z powietrza, jednak wiele zasobników wpadało w ręce żołnierzy ANR. 5 kwietnia chińskie lotnictwo w sile 21 maszyn dokonało ataku, dezorganizując pozycję japońskie oraz wywołując zamieszanie.
Prasa japońska ogłosiła zdobycie miasta już w marcu, co nie było zgodne z prawdą. Żołnierze chińscy walczyli w bardzo trudnych warunkach i zaczęli wyczerpywać swoje zdolności bojowe. Ludność cywilna wegetowała w strasznych warunkach. 5 kwietnia utrzymujący ostatnie pozycje zajmowane przez 31 Dywizję gen. Zhi Fengchen poprosił Suna o zgodę na wycofanie się na południowy brzeg Wielkiego Kanału. Sun szybko zgodził się z nim. Porozmawiał telefonicznie z Li Zongrenem i oznajmił mu, że stracił 70% swoich żołnierzy. Rozmowę zakończył słowami: Niech choć część ludzi z 2 Grupy Armii ocaleje.
Li nie zgodził się na prośbę Suna, stwierdzając, że o zwycięstwie może zadecydować ostatnie 5 minut i że przygotowane do zamknięcia kotła siły Tang Ebo przybędą jutro w południe. Konkludował: Musisz bronić się do rana. To rozkaz. Jeżeli nie posłuchasz traktowany będziesz wedle reguł sądu doraźnego. Sun odpowiedział: Tak jest. Będę posłuszny i będę walczył, póki cała armia nie zostanie kompletnie zniszczona.
Li Zongren zdecydował się rzucić wszystko na jedną kartę. Nakazał Sunowi przeprowadzenie nocnego kontrataku z udziałem wszystkich żołnierzy mogących nosić broń. Do podziału wśród naprędce sformowanego oddziału przeznaczył 100 tys. yuanów. W nocy z 6 na 7 kwietnia sformowany naprędce oddział ochotników śmierci (niektórzy żołnierze nieśli szerokie miecze da-dao), uderzył z całym impetem na również walczących resztką sił Japończyków. Uderzenie przerwało linie japońskie. Taktyczny odwrót dywizji Isogaia zmienił się w pogrom, gdy spadło na wroga uderzenie świetnych oddziałów ANR Tang Ebo. Zwycięstwo chińskie było całkowite.

## Skutki
Bitwa o Tai’erzhuang zakończyła się całkowitym zwycięstwem wojsk chińskich. Bitwę można uznać za pierwszą wielką japońską klęskę od czasów restauracji Meiji.
Zwycięstwo wojsk rządowych pod Tai’erzhuangiem na pewien czas zatrzymały pochód wojsk cesarskich. Zachęciło ono Czang Kaj-szeka do kontruderzenia. Miał on zamierzenia totalnego ataku na wojska japońskie w rejonie Xuzhou. Czang Kaj-szek posyłał na front kolejne wsparcie w postaci 200 tys. żołnierzy. Nie doszło jednak do większego kontrataku z powodu niechęci lokalnych dowódców na czele z Li Zongrenem. Doszło do ograniczonego ataku zakończonego spektakularnym niepowodzeniem. Japończycy wyciągnęli wnioski z porażki pod Tai’erzhuangiem, dokonali przegrupowania oraz zgromadzili duże zaopatrzenie. Wojska rządowe natomiast po staremu odczuwały braki zaopatrzenia, złą pracę wywiadu, chaos decyzyjny oraz problemy z siecią łączności między oddziałami. ANR nękane atakami przez przeciwnika 5 maja wycofało się spod Xuzhou na całym froncie.
Zwycięstwo wywołało dużą radość ludności. Było szeroko komentowane przez chińską i zachodnią prasę, z kolei japońska mało wspominała o tych wydarzeniach. Mimo kolejnych klęsk na polu walki Rząd Narodowy, stosując plan oddawania terenu w zamian za zyskanie na czasie, wciągnął Japończyków w głąb Chin wyburzając ich linie frontowe. Pozwoliło to walczyć dalej Rządowi Narodowemu, bitwa pod Tai’erzhuang wyrażała wolę dalszego oporu.
Łącznie w walkach o panowanie nad węzłem kolejowym w Xuzhou zaangażowanych było 600 tys. żołnierzy. Wojska japońskie zdobyły Xuzhou, jednakże nie udało się zamknąć w potrzasku 40 dywizji chińskich i ich zniszczyć. Zdołali oni wyjść z potrzasku pod osłoną burzy piaskowej i mgły. Upadek Xuzhou był dużym ciosem, ponieważ otwierał drogę do Wuhanu i panowania nad całą Niziną Chińską.
Reasumując, bitwa pod Tai’erzhuang stanowiła wielkie chińskie zwycięstwo, jednak nie zmieniła ogólnej sytuacji wokół Xuzhou. Kampania i tak zakończyła się chińską klęską. Bitwa miała duże znaczenie propagandowe oraz dla woli kontynuowania oporu.